# Chris Huffins
Chris Huffins (Estados Unidos, 15 de abril de 1970) es un atleta estadounidense, especializado en la prueba de decatlón, en la que llegó a ser medallista de bronce mundial en 1999 y medallista de bronce olímpico en 2000.

## Carrera deportiva
En el Mundial de Sevilla 1999 ganó la medalla de bronce en decatlón, con un total de 8547 puntos, tras el checo Tomas Dvorak (oro con 8744 puntos) y el británico Dean Macey (plata con 8556 puntos); al año siguiente en las Olimpiadas de Sídney 2000 volvió a ganar la medalla de bronce en la misma competición de decatlón.